# Андроник, Николай Сергеевич
Николай Сергеевич Андроник (рум. Nicolae Andronic; род. 13 мая 1959, село Большие Котюжены, Сорокский район, Молдавская ССР, СССР) — молдавский политический деятель.

## Биография
Николай Андроник родился 13 мая 1959 года в селе Большие Котюжены Сорокского района Молдавской ССР (ныне Шолданештский район Республики Молдова).
В 1981 году окончил юридический факультет Кишинёвского государственного университета.
В 1986 году — главный референт юридического отдела в аппарате Президиума Верховного Совета Молдавской ССР.
В 1990-1992 годах — старший консультант руководства Парламента Республики Молдова.
В 1992-1993 годах — директор службы президента по связи с Парламентом Республики Молдова и канцелярией Правительства Республики Молдова.
В 1990-1998 годах — депутат Парламента Республики Молдова.
В 1994-1995 годах — вице-председатель парламента, председатель комиссии по судебно-правовой реформе, член комиссии по доработке новой Конституции.
22 мая 1998 года — назначен на должность вице-премьера.
В 1999 году — первый вице-премьер Республики Молдовы.
26 марта 2004 года Николае Андроник был избран председателем Крестьянской христианско-демократической партии Молдовы.
28 мая 2005 года — на VI-ой национальной конференции (1 съезд НРП) принято решение переименовать партию в Народно-республиканскую партию, а Николае Андроник был избран председателем новой партии.